# Jüdischer Friedhof (Nový Bydžov)
Koordinaten: 50° 14′ 18,8″ N, 15° 29′ 16,9″ O

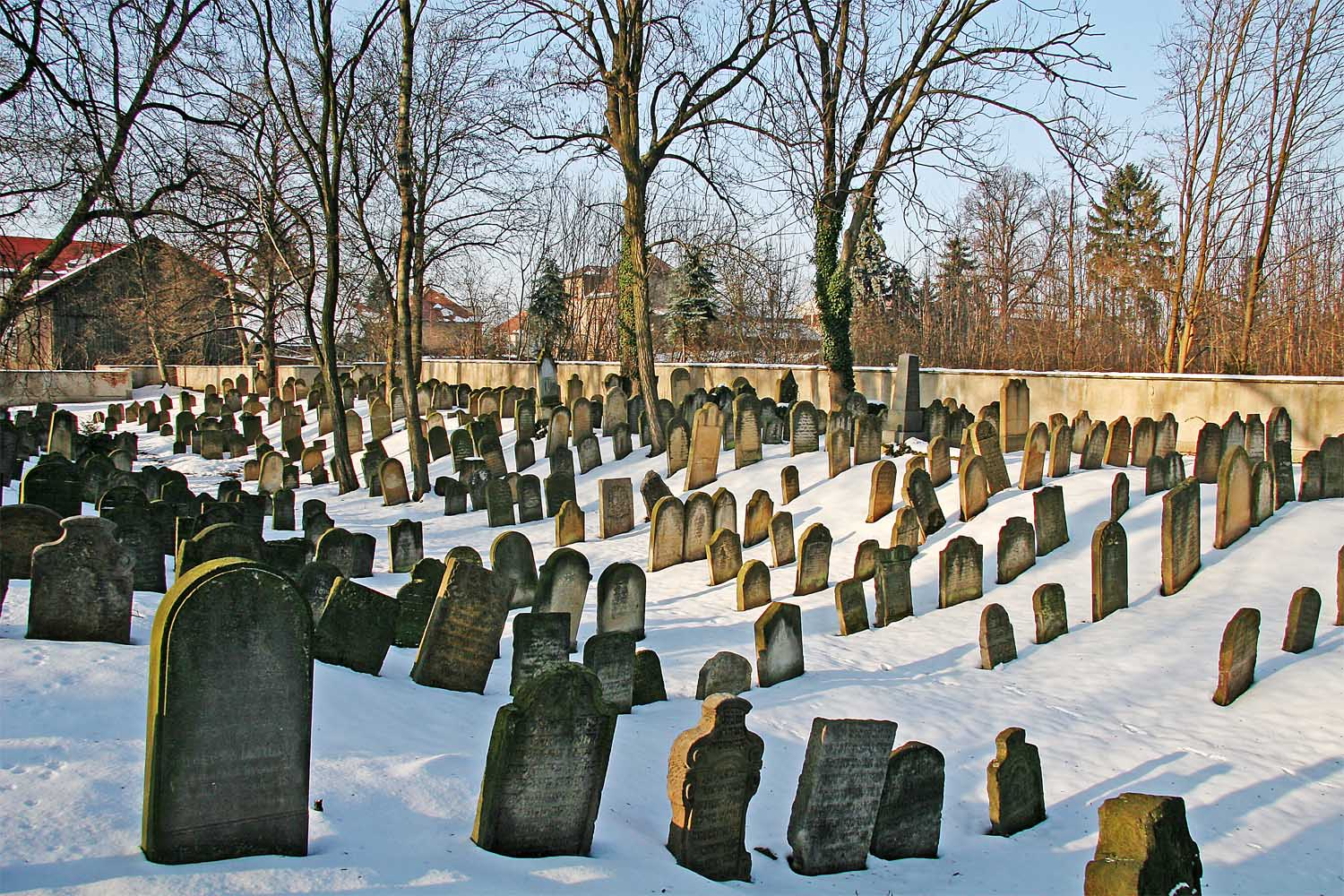
Der jüdische Friedhof in Nový Bydžov

Der Jüdische Friedhof Nový Bydžov ist ein jüdischer Friedhof in Nový Bydžov (deutsch Neubidschow) im Okres Hradec Králové in der Region Královéhradecký kraj in Tschechien.

## Beschreibung
Der Friedhof wurde im Jahr 1520 errichtet, er ist der drittälteste in Böhmen. Der älteste Grabstein stammt aus dem Jahr 1577. Auf einer Fläche von mehr als 5000 m² befinden sich 1480 Grabsteine. Die meisten stammen aus dem 17. und 18. Jahrhundert und sind meist aus Sandstein gefertigt. Bis zum Jahr 1885 wurden hier nicht nur Mitglieder der hiesigen Gemeinde, sondern auch Juden aus der nächsten und weiteren Umgebung bestattet. Auch fast siebzig österreichische, preußische und sächsische Soldaten der Schlacht aus dem Jahre 1866 sind hier bestattet.